# Novoveský rybník (Albrechtice nad Orlicí)
Novoveský rybník  je velký rybník o rozloze vodní plochy 20,1 ha nalézající se asi 0,5 km jižně od centra obce Nová Ves v okrese Rychnov nad Kněžnou. Po hrázi rybníka vede cyklotrasa č. 4158 spojující obec Albrechtice nad Orlicí s městem Borohrádek. Rybník je využíván pro chov ryb a v létě i pro koupání.

## Historie
Výstavba rybníka proběhla v letech 1571 až 1573 pod vedením pardubického fišmistra Matouše Křižanovského z Živanic. Nyní je na břehu rybníka chatová oblast, najdou se tu i zbytky starých roubených chalup.

## Galerie

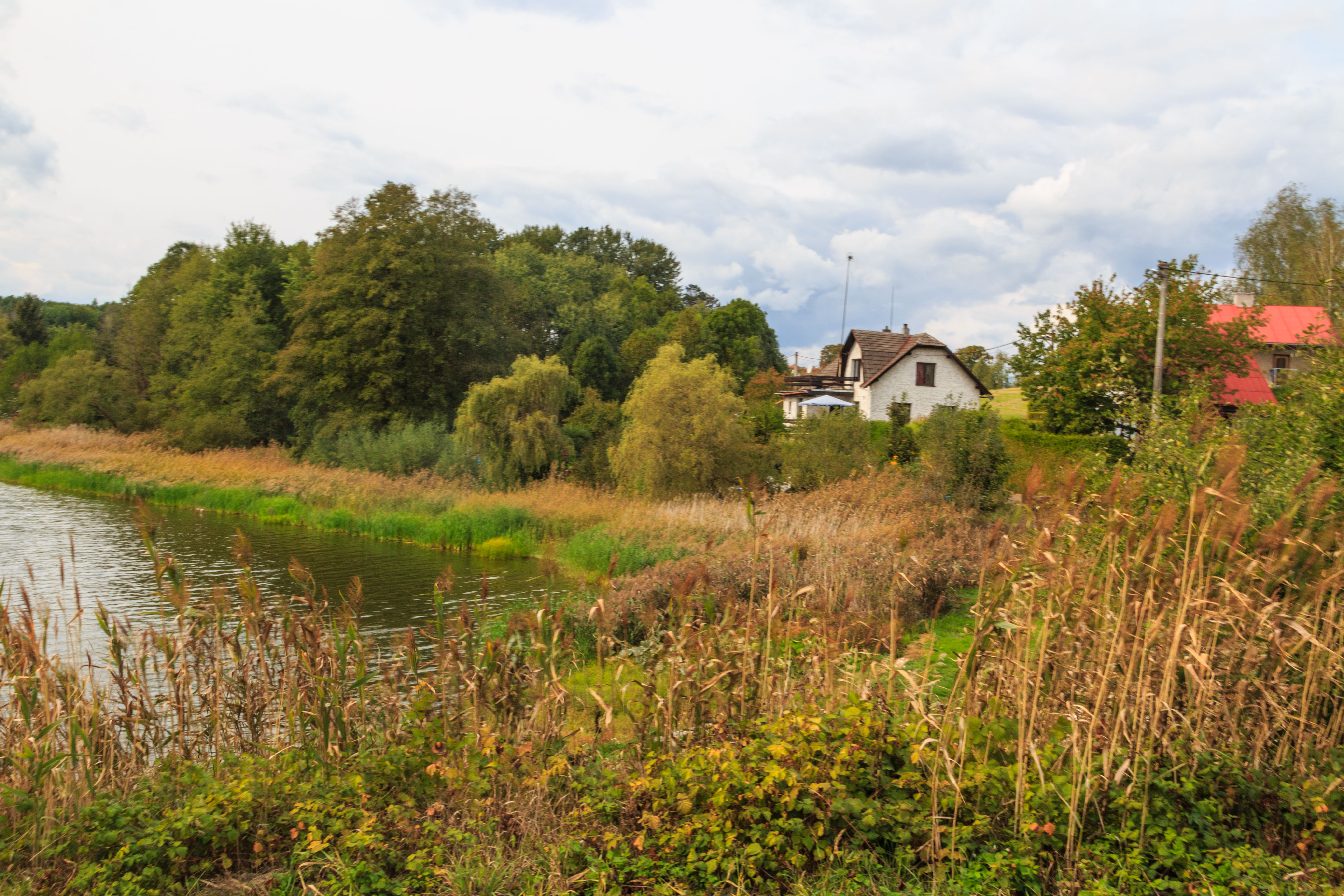
pohled na Novoveský rybník
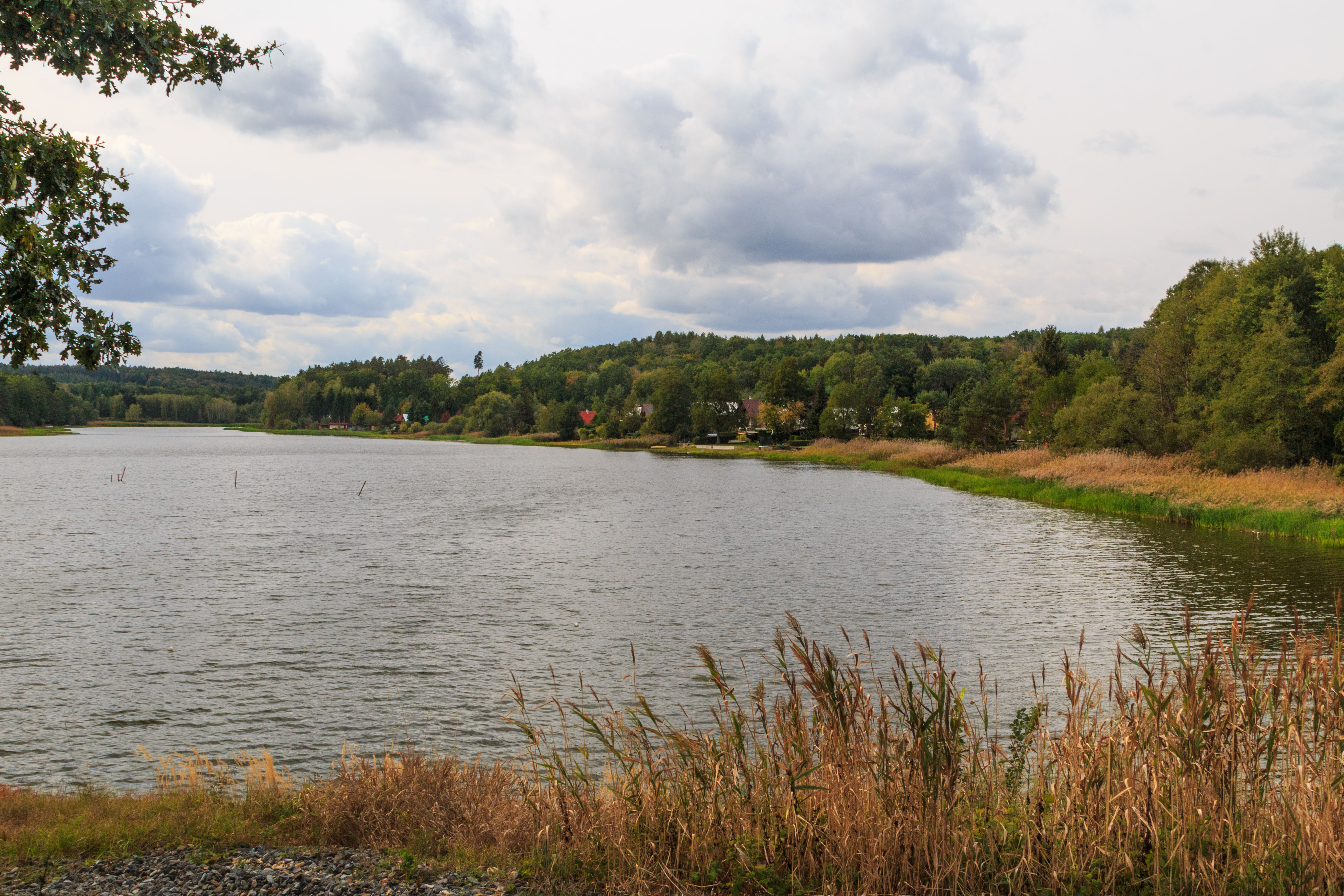
pohled na Novoveský rybník
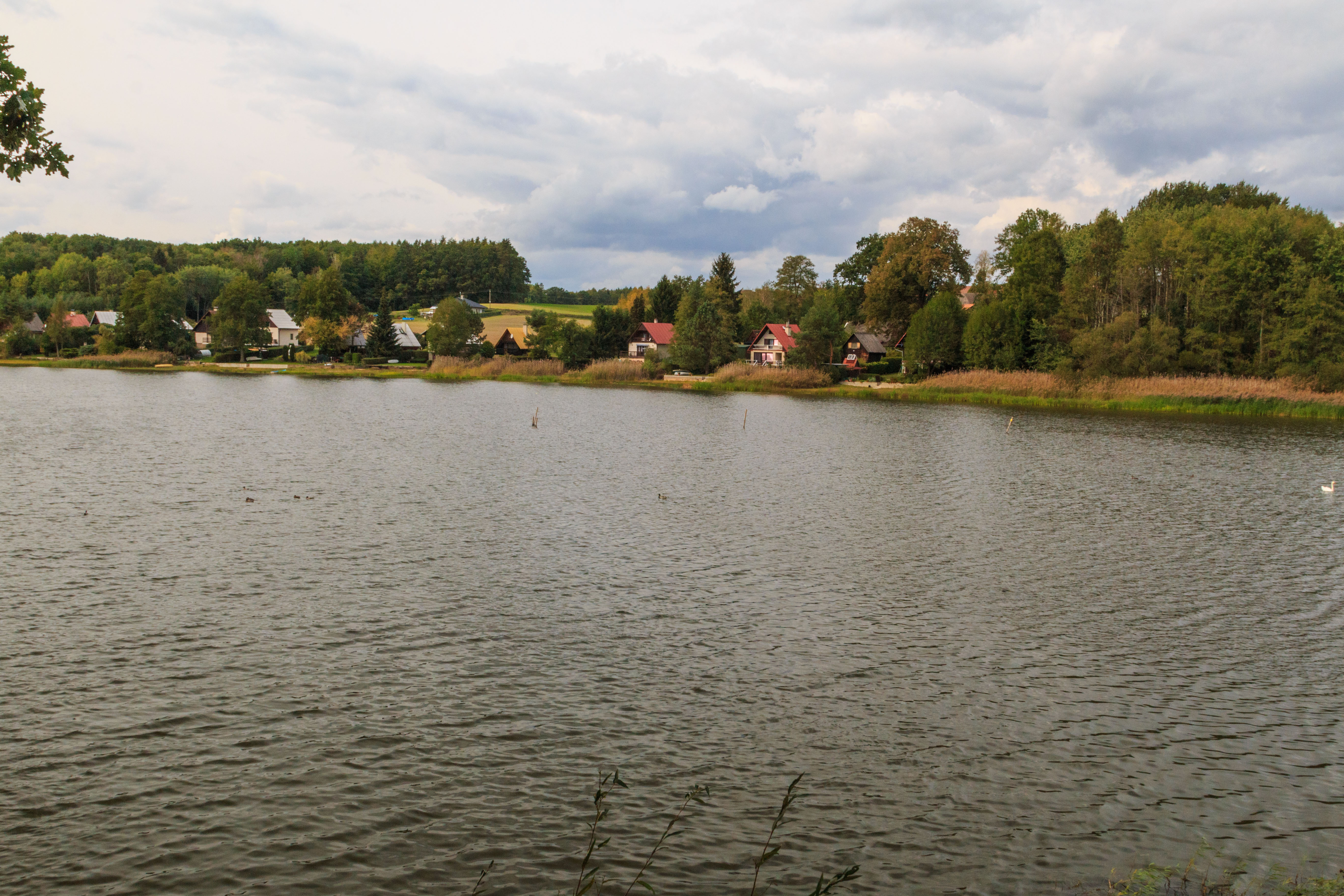
pohled na Novoveský rybník
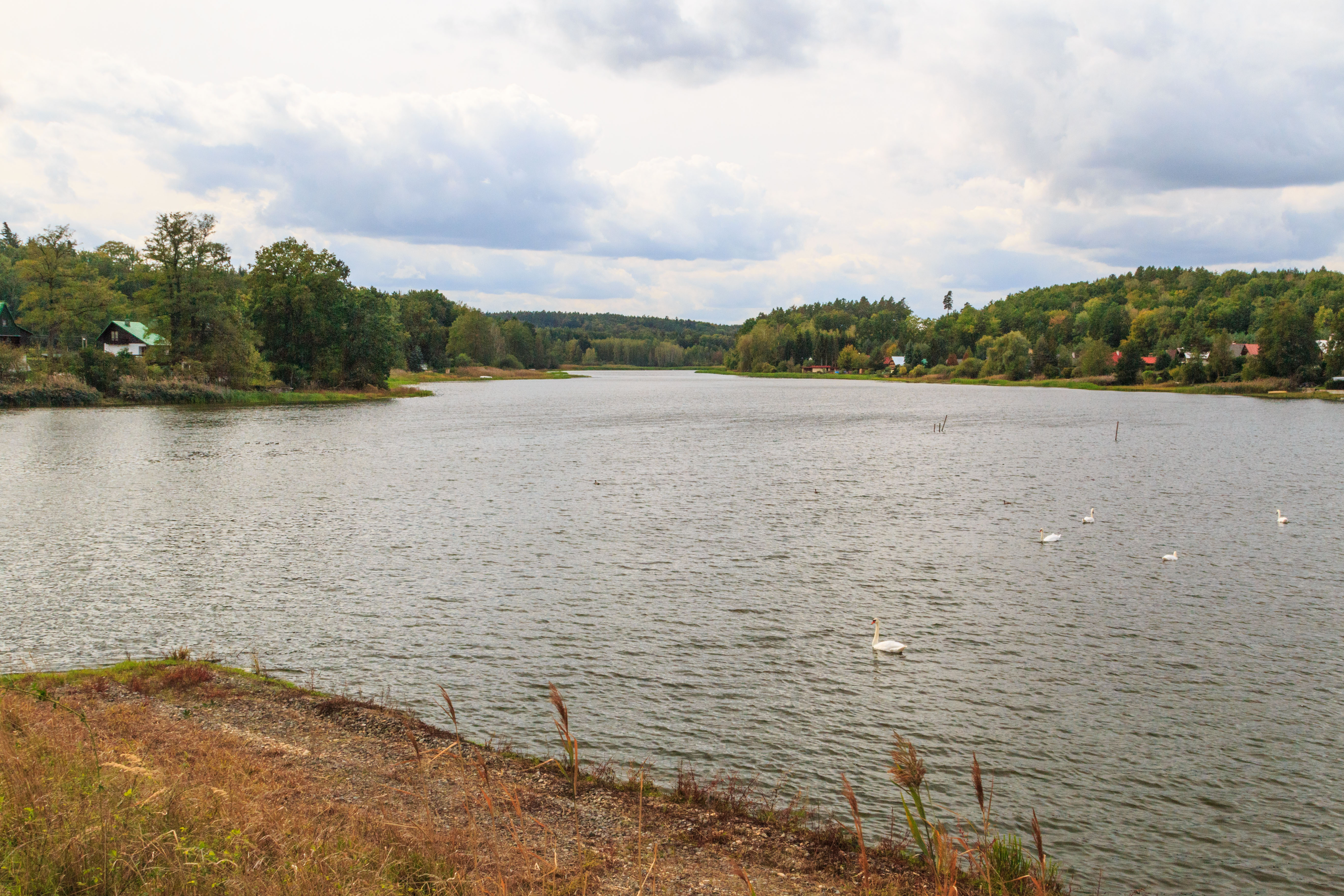
pohled na Novoveský rybník